# HNLMS Abraham Crijnssen (1936)
Pour les autres navires du même nom, voir HNLMS Abraham Crijnssen.
Le HNLMS Abraham Crijnssen est un dragueur de mines de la classe Jan van Amstel (en) de la Marine royale néerlandaise (KM). Construit durant les années 1930, il est nommé d'après Abraham Crijnssen, commandeur naval zélandais du XVIIe siècle.

## Historique
Lancé le 22 septembre 1936 par le chantier naval Werf Gusto de Schiedam, il est mis en service le 27 mai 1937. Il est la troisième unité de sa classe qui compte un total de neuf bateaux sur les douze prévus.

### Seconde Guerre mondiale

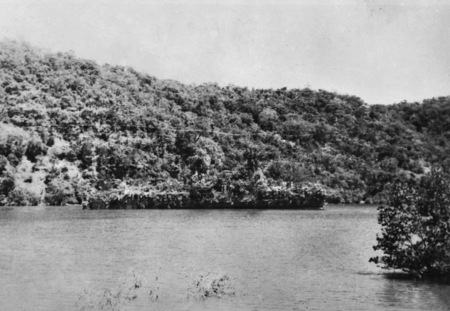
Le HNLMS Abraham Crijnssen déguisé en île tropicale.

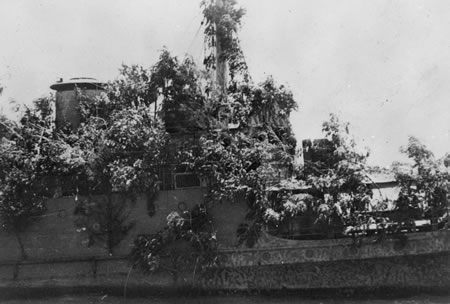
Détail du camouflage du HNLMS Abraham Crijnssen.

Stationnant à Surabaya (actuelle Indonésie) aux Indes orientales néerlandaises au début de la guerre du Pacifique, le HNLMS Abraham Crijnssen passe sous pavillon australien entre 1942 et 1943 le temps d'une modernisation. En effet, tous les navires des Alliés reçoivent l'ordre de se retirer vers l'Australie après les défaites à la première bataille de la mer de Java et à la bataille du détroit de la Sonde, fin février et début mars 1942.
Alors que le navire se met en route en prévoyant un voyage avec les trois autres bâtiments néerlandais de la région, il est contraint de battre en retraite seul après que ces derniers furent coulés. La Marine impériale japonaise contrôle l'océan Pacifique et le HNLMS Abraham Crijnssen n'est pas équipé pour se défendre par lui-même. L'équipage décide donc de déguiser le navire en île tropicale grâce à diverses plantes et des peintures sur la coque. Ils naviguent de nuit d'île en île afin de ne pas se faire repérer. Ils réussissent à rejoindre l'Australie sans qu'aucun bâtiment ennemi ne les surprenne, arrivant à Fremantle le 20 mars 1942,.
Le gouvernement néerlandais en exil le transfère à la marine royale australienne le 6 août 1942. Le 5 mai 1943, il repasse sous les couleurs néerlandaises.
Le 7 juin 1945, le HNLMS Abraham Crijnssen prend en remorque le sous-marin HMAS K9 transformé en allège de Sydney jusqu'à Darwin. Pendant le remorquage, au lendemain du départ, le câble se rompt de nuit, entraînant la dérive du K9. Comme l'équipage du HNLMS Abraham Crijnssen ne remarque pas la rupture du câble, le K9 se perd. Les vestiges du K9 sont localisés le 20 juillet 1999 par le Bureau du patrimoine du gouvernement de Nouvelle-Galles du Sud. Ce dernier constate que le K9 s'est échoué sur une plage désormais appelée Submarine Beach,, juste au sud du village de Seal Rocks en Nouvelle-Galles du Sud.

### Déclassement et préservation

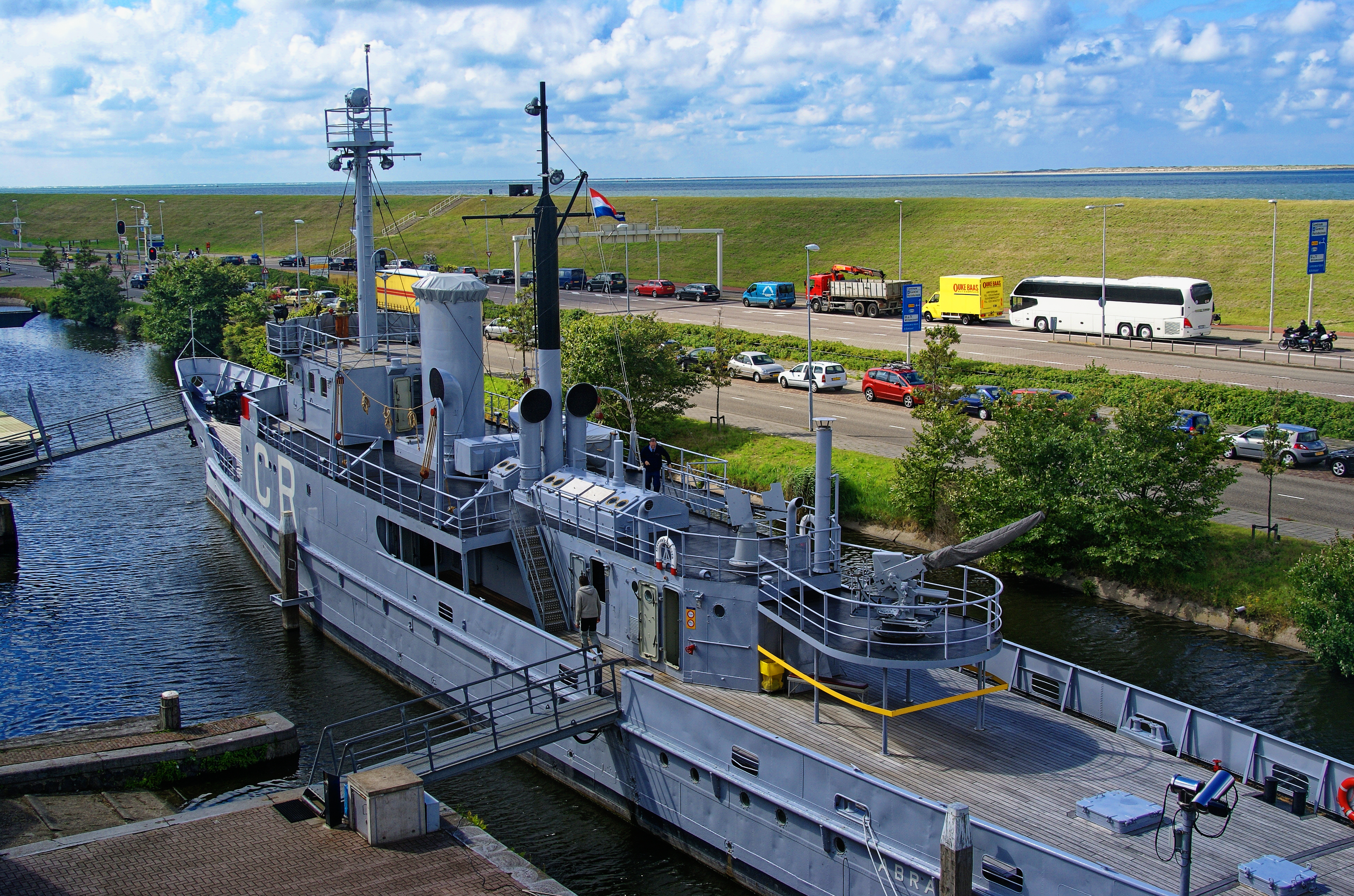
Le HNLMS Abraham Crijnssen au Marinemuseum du Helder.

Le navire est retiré de la Navy List (en) en 1960. Il est depuis 1995 un navire musée au sein des collections du Musée de la marine néerlandaise.

## Livres
- (en) John Bastock, Australia's ships of war, Sydney, Angus and Robertson Publishers, 1975, 414 p. (ISBN 0-207-12927-4)
- (en) Steven Carruthers, Japanese Submarine Raiders 1942 : a Maritime Mystery, Melbourne, Casper Publications, 2013, 403 p. (ISBN 978-1-742-98296-0)